# پرتغالیا ایرلاینز
پرتغالیا ایرلاینز (انگلیسی: Portugália Airlines) شرکت هواپیمایی پرتغالی است، که در سال ۱۹۸۸ تأسیس شد.